# Serge Bozon
Serge Bozon (francés:  [bo.zɔ̃]; nacido el 8 de noviembre de 1972) es un director de cine, crítico de cine y actor francés.

## Filmografía

### Director
- 1998 : L'Amitié
- 2003 : Mods
- 2007 : La France
- 2013 : Tip Top
- 2017 : Madame Hyde